# جون بارتليت (كاتب)
جون بارتليت (بالإنجليزية: John Bartlett)‏ هو ناشر وكاتب أمريكي، ولد في 14 يونيو 1820 في بليموث في الولايات المتحدة، وتوفي في 3 ديسمبر 1905.

## وصلات خارجية
- جون بارتليت على موقع الموسوعة البريطانية (الإنجليزية)
- جون بارتليت على موقع إن إن دي بي (الإنجليزية)